# Sông Trâu
Sông Trâu (tên khác: Suối Dầu, Sông Võ Tá) là một con sông đổ ra Biển Đông. Sông có chiều dài 27 km và diện tích lưu vực là 220 km². Sông Trâu chảy qua các tỉnh Khánh Hoà, Ninh Thuận.